# Cratere Wahoo
Wahoo  è un cratere sulla superficie di Marte.